# Wawrzyniec Smoczyński
Wawrzyniec Smoczyński (ur. 21 czerwca 1976 w Krakowie) – polski dziennikarz prasowy i publicysta, działacz społeczny, założyciel Centrum Analitycznego Polityka Insight.

## Życiorys
Studiował egiptologię i językoznawstwo ogólne na Uniwersytecie Warszawskim oraz na Uniwersytecie w Getyndze.
W 2001 zawodowo związał się z „Przekrojem”. Pełnił funkcję kierownika działu wydarzeń, a następnie kierownika działu zagranicznego. Publikował również w „Gazecie Wyborczej”, „Rzeczpospolitej” i „Zeszytach Literackich”. W 2007 został redaktorem działu zagranicznego tygodnika „Polityka”, w latach 2012–2014 pełnił funkcję kierownika tego działu. Zajmował się analizą polityki państw europejskich (zwłaszcza Europy Zachodniej), stosunkami transatlantyckimi oraz kwestiami makroekonomii. Zainicjował powołanie i został dyrektorem Centrum Analitycznego Polityka Insight, którym kierował jako dyrektor do 2019.
W 2020 został pełnomocnikiem rektora SWPS Uniwersytetu Humanistycznospołecznego do spraw nauk społecznych, objął też stanowisko dyrektora programu nauk społecznych na tej uczelni.
Był również współautorem scenariusza serialu Ekipa. W 2020 współtworzył Fundację Nowej Wspólnoty, deklarującą działania na rzecz ograniczania polaryzacji światopoglądowej i odbudowy wspólnoty obywatelskiej w Polsce.
Jest prawnukiem Zofii Kernowej i Janusza Gąsiorowskiego, wnukiem Anny i Jerzego Turowiczów oraz synem językoznawcy Wojciecha Smoczyńskiego i specjalistki w zakresie psycholingwistyki Magdaleny Smoczyńskiej.

## Wyróżnienia
Czterokrotnie (2009–2012) był nominowany do Nagrody im. Andrzeja Woyciechowskiego. W 2011 otrzymał wyróżnienie wraz z Witoldem Gadomskim, a rok później został laureatem głównej nagrody.
W 2011 otrzymał nagrodę Grand Press za teksty o kryzysie finansowym. Zajął też piąte miejsce w plebiscycie na Dziennikarza Roku 2011. W 2010 przyznano mu Nagrodę im. Eugeniusza Kwiatkowskiego nadawaną przez Uniwersytet Ekonomiczny w Krakowie polskim dziennikarzom za najlepszy utwór o tematyce ekonomicznej.